# Friedrun Reinhold
Friedrun Reinhold (* 1962 in Horgen) ist ein deutscher Fotograf, Dozent, Autor und Herausgeber.

## Leben
Friedrun Reinhold wuchs in der Schweiz und in Schleswig-Holstein auf. Nach dem Abschluss der Waldorfschule in Rendsburg absolvierte er 1984 eine Fotografenlehre in Flensburg und anschließend seinen Zivildienst im Rauhen Haus in Hamburg. Seit 1988 hat er ein Atelier in Hamburg. Er arbeitet sowohl für Unternehmen und Verlage als auch im Rahmen persönlicher Projekte. Seine Aufmerksamkeit gilt dabei dem Menschen im Bild. Er schrieb zudem diverse Artikel als Redaktionsmitglied der Photopresse und gestaltete Fotografien für diverse Plattencover.
Reinhold war von 1995 bis 1998 im Vorstand des AWI e.V. (Arbeitskreis Werbe-, Mode-, Industriefotografie) und von 2002 bis 2005 im Vorstand des Photo- und Medienforums Kiel. Seit 2005 hat er einen Lehrauftrag für Fotografie im Studiengang KulturMediaTechnologie an der Hochschule Karlsruhe in Kooperation mit der Hochschule für Musik Karlsruhe. Er ist Dozent am Medienforum in Kiel und EVA-Dozent und gibt seit 1995 Seminare, Workshops und Masterclasses in Deutschland und im Ausland.
Seit 2013 ist er außerdem Herausgeber des Magazins Logbuch 54°N, das mit wechselnden Kollegen erzählt, was sie antreibt, was gute Fotos ausmacht und wo es diese in Hamburg und Norddeutschland rund um den 54. Breitengrad gibt. Außerdem ist er seit 2015 Herausgeber des Magazins Verve.
Reinhold ist auch Chairman der IPQ Jury und Jury-Mitglied im BPP für den Young Photo Award 2021.

## Werke
- Sinfonien in Herrenhausern und Scheunen: Das Schleswig-Holstein Musik Festival (German Edition), Fotografien u. a. Friedrun Reinhold, Rasch und Röhring Verlag, 1988, ISBN 3-89136-197-1.
- Ulrich Khuon (Hrsg.): Beruf: Schauspieler. Vom Leben auf und hinter der Bühne. Fotografien von Friedrun Reinhold. Edition Körber, 2005, ISBN 978-3-89684-045-5[8]
- Digitale People und Portraitfotografie. Edition ProfiFoto, Mitp Verlag, Heidelberg 2007, ISBN 978-3-8266-1768-3
- Alltagsmenschen in Aalen: Skulpturen von Christel Lechner. Fotografien von Friedrun Reinhold, Text von Hermann Schludi. Edition Ostalb 2009, ISBN 978-3-9810452-6-0
- Licht und Beleuchtung in der People- und Porträtfotografie. Edition ProfiFoto, Mitp Verlag, 2010, ISBN 978-3-8266-5938-6.
- Friedrun Reinhold fotografiert Menschen. Portraits aus Zwei Jahrzehnten, Print on Demand, 2014[9]
- Aufbruch ins Oxid-Zeitalter = The dawn of the Oxide Age. Fotos von Friedrun Reinhold, Edition Körber 2014,
- Das Navigationssystem des Gehirns = The brain's navigation system. Fotos von Friedrun Reinhold, Edition Körber, 2015.
- Leonard Bernstein – I fell in love with Schleswig-Holstein. Fotografien u. a. Friedrun Reinhold, 2018, Wachholtz Verlag, 2018, ISBN 3-529-05198-5.

## Ausstellungen (Auswahl)
- 1987: Die Zweite Schicht, Galerie Moment, Hamburg
- 1990: Die vier Elemente, Mediale Hamburg
- 1992: Die vier Elemente, Photokina. Köln
- 1993: Die zehn Gebote, Staatliche Landesbildstelle, Hamburg
- 2012: Schleswig-Holstein Musik Festival, die frühen Jahre, MuK, Lübeck
- 2012: Beteiligung an der Ausstellung 125 Auto-Motive auf Schloss Fachsenfeld[10]
- 2013: Männer, Wein-Musketier, Aalen[11]
- 2013: Wir sind Aalen, 50 Porträts Open Air in der Innenstadt Aalen
- 2014: Wissenschaft ins Bild gesetzt, KörberForum, Körber-Stiftung, Hamburg (Reinhold im KörberForum)[12]
- 2014: Der andere Blick – Kinderporträts aus drei Kontinenten, Murnau
- 2014: Kinderbilder, Villa Stützel, Aalen[13]
- 2015: Kinderporträts und Horizonte aus drei Kontinenten, BHM Penlaw, Hamburg[14]
- 2015: Der andere Blick – Kinderporträts aus drei Kontinenten, Schloss Mainau[15]
- 2016: Fotoausstellung „Der andere Blick“ in der Kemptener Residenz[16]
- 2017: 1433 Jahre Erfahrung – Hamburg
- 2018: Gesichter des Exils – Körber-Stiftung Hamburg[17]
- 2019: Gesichter des Exils – Berlin, Landesvertretung Hamburg[18]
- 2019: Das Porträt in der Mode – Fotogipfel Oberstdorf[19]
- 2022: Heimat. Fotogipfel Oberstdorf[20]
- 2022: Arles[21][22]